# Acraea miranda
Acraea miranda är en fjärilsart som beskrevs av Riley 1920. Acraea miranda ingår i släktet Acraea och familjen praktfjärilar. Inga underarter finns listade i Catalogue of Life.